# 小沢城 (相模国)
小沢城（こさわじょう）は、神奈川県愛甲郡愛川町小沢にあった日本の城。現在は小沢城跡を含めた周辺は民有地となっている。

## 概要
小沢城は相模川右岸の標高120メートルほどの段丘崖に位置し、古沢の船渡しを抑える交通の要衝、丘のふもとを小沢川が流れる要害の地である。
この城の北方約400メートルに小沢古城があり、一般に小沢古城を横山党の小沢氏が拠った城とし、当城は1477年（文明9年）の長尾景春の乱において、景春に呼応した金子掃部助が立て籠もり太田道灌に攻められた城であると考えられているが、道灌が攻めたのは古城の方ではないかとの指摘もある。
南から相模川の低地に突き出した台地を堀切によって隔絶して東西60メートル・南北70メートルほどの平坦な曲輪とし、その部分を「城の内」と呼んでいる。北から台地に上がる坂道に沿って腰曲輪も設置されている。廃城年代は不明だが、戦国時代末期の後北条氏時代にも金子氏が当地を所領として存続しており、引き続き城として機能していたと考えられている。
史跡等は未指定だが、愛川町による案内板が設置されている。